# Liste der Lokomotiv- und Triebwagenbaureihen der Deutschen Reichsbahn (1945–1993)
Die Lokomotiv- und Triebwagenbaureihen der Deutschen Reichsbahn sind nach dem Baureihenschema vom 1. Juli 1970 geordnet. Die Baureihen wurden zum 1. Januar 1992 in Vorbereitung der Zusammenführung der Bahnen dem Baureihenschema der DB vom 1. Januar 1968 entsprechend umgezeichnet.
Die Deutsche Reichsbahn führte ab 1945 für ihre Fahrzeuge das vorhandene Baureihenschema weiter. Die vorgenommenen Ergänzungen und Änderungen sind unter Baureihenschema der Deutschen Reichsbahn (1945–1993) zu finden.
Vor allem im Bereich der von Privatbahnen übernommenen Lokomotiven stellt diese Liste kein vollständiges Gesamtbild aller Baureihen dar.

## Dampflokomotiven
Im Nummernplan der DR war zusätzlich folgende Zuweisungen zu Unterbaureihen üblich:
- xx.5xxx und xx.6xxx Lokomotiven, die von verstaatlichten Privatbahnen stammten.

Ab 1970 wurden folgende Unterbaureihen für alle Dampflokomotiven eingeführt, wobei die Ordnungsnummer grundsätzlich vierstellig war:
- xx.0   Lokomotiven mit Ölfeuerung
- xx.1–8 Lokomotiven mit Rostfeuerung
- xx.9   Lokomotiven mit Kohlenstaubfeuerung

| Baureihe | Baureihe                            | Herkunftsbauart                                                                     | Achsfolge                           | Betriebsgattung                     | Anmerkung                                              | Bild                                |
| bis 1970 | ab 1970                             | Herkunftsbauart                                                                     | Achsfolge                           | Betriebsgattung                     | Anmerkung                                              | Bild                                |
| Schnellzug-Schlepptenderlokomotiven | Schnellzug-Schlepptenderlokomotiven | Schnellzug-Schlepptenderlokomotiven                                                 | Schnellzug-Schlepptenderlokomotiven | Schnellzug-Schlepptenderlokomotiven | Schnellzug-Schlepptenderlokomotiven                    | Schnellzug-Schlepptenderlokomotiven |
| --- | ----------------------------------- | ----------------------------------------------------------------------------------- | ----------------------------------- | ----------------------------------- | ------------------------------------------------------ | ----------------------------------- |
| 01.0–2 | 01.20–22                            | Einheitslok                                                                         | 2’C1’                               | S 36.20                             |                                                        |                                     |
| 01.5 | 01.05, 01.15                        | Rekolok                                                                             | 2’C1’                               | S 36.20                             |                                                        |                                     |
| 03.0–2 | 03.20–22                            | Einheitslok                                                                         | 2’C1’                               | S 36.18                             |                                                        |                                     |
| 03.0–2 | 03.20–22                            | Rekolok                                                                             | 2’C1’                               | S 36.18                             |                                                        |                                     |
| 03.10 |                                     | Einheitslok                                                                         | 2’C1’                               | S 36.18                             |                                                        |                                     |
| 03.10 | 03.00, 03.10                        | Rekolok                                                                             | 2’C1’                               | S 36.18                             |                                                        |                                     |
| 07 1001 |                                     | Umbau aus SNCF 231 E                                                                | 2’C1’                               | S 36.18                             | Einzelstück                                            |                                     |
| 08 1001 |                                     | Umbau aus SNCF 241 A                                                                | 2’D1’                               | S 47.19                             | Einzelstück                                            |                                     |
| 17.10–12 |                                     | Preußische S 10.1                                                                   | 2’C                                 | S 35.17                             |                                                        |                                     |
| 18.0 |                                     | Sächsische XVIII H                                                                  | 2’C1’                               | S 36.17                             |                                                        |                                     |
| 18 201 | 02 0201                             | Neubaulok                                                                           | 2’C1’                               | S 36.20                             | Einzelstück                                            |                                     |
| 18 314 | 02 0314                             | Rekolok                                                                             | 2’C1’                               | S 36.19                             | Einzelstück                                            |                                     |
| 19.0 |                                     | Sächsische XX HV                                                                    | 1’D1’                               | S 46.17                             |                                                        |                                     |
| 19.0 | 04.00                               | Rekolok                                                                             | 1’D1’                               | S 46.18                             |                                                        |                                     |
| Personenzug-Schlepptenderlokomotiven |                                     |                                                                                     |                                     |                                     |                                                        |                                     |
| 22 | 39.10                               | Rekolok                                                                             | 1’D1’                               | P 46.18                             |                                                        |                                     |
| 23 |                                     | Einheitslok                                                                         | 1’C1’                               | P 35.18                             |                                                        |                                     |
| 23 | 35.20                               | Rekolok                                                                             | 1’C1’                               | P 35.18                             |                                                        |                                     |
| 23.10 | 35.10                               | Neubaulok                                                                           | 1’C1’                               | P 35.18                             |                                                        |                                     |
| 24 | 37.10                               | Einheitslok                                                                         | 1’C                                 | P 34.15                             |                                                        |                                     |
| 25 001 |                                     | Neubaulok                                                                           | 1’D                                 | P 45.17                             | Einzelstück, Umbau in 25 1002                          |                                     |
| 25.10 |                                     | Neubaulok                                                                           | 1’D                                 | P 45.18                             |                                                        |                                     |
| 36.0–4 |                                     | Preußische P 4.2                                                                    | 2’B                                 | P 24.15                             |                                                        |                                     |
| 38.2 | 38.52–53                            | Sächsische XII H2                                                                   | 2’C                                 | P 35.15                             |                                                        |                                     |
| 38.10–40 | 38.11–40                            | Preußische P 8                                                                      | 2’C                                 | P 35.17                             |                                                        |                                     |
| 39 |                                     | Preußische P 10                                                                     | 1’D1’                               | P 46.19                             | Rekolok als BR 22 geführt                              |                                     |
| Güterzug-Schlepptenderlokomotiven |                                     |                                                                                     |                                     |                                     |                                                        |                                     |
| 41 | 41.10–13                            | Einheitslok                                                                         | 1’D1’                               | G 46.18, G 46.20                    |                                                        |                                     |
| 41 | 41.10–13                            | Rekolok                                                                             | 1’D1’                               | G 46.18                             |                                                        |                                     |
| 42 |                                     | Kriegslokomotive                                                                    | 1’E                                 | G 56.17                             |                                                        |                                     |
| 43 |                                     | Einheitslok                                                                         | 1’E                                 | G 56.20                             |                                                        |                                     |
| 44 | 44.00–09 44.10–29 44.91–99          | Einheitslok                                                                         | 1’E                                 | G 56.20                             | Ölfeuerung Kohlenstaubfeuerung                         |                                     |
| H 45 |                                     | Umbau aus Einheitslok 45                                                            | 1’E1’                               | G 57.20 bzw. G 57.18                | Einzelstück, Teilespender beim Bau der 18 201          |                                     |
| 50 | 50.10–31                            | Einheitslok                                                                         | 1’E                                 | G 56.15                             |                                                        |                                     |
| 50.35–37 | 50.35–37                            | Rekolok                                                                             | 1’E                                 | G 56.15                             |                                                        |                                     |
| 50.40 | 50.40                               | Neubaulok                                                                           | 1’E                                 | G 56.15                             |                                                        |                                     |
| 50.50 | 50.00                               | Rekolok mit Ölfeuerung                                                              | 1’E                                 | G 56.15                             |                                                        |                                     |
| 52 | 52.10–77                            | Kriegslok                                                                           | 1’E                                 | G 56.15                             |                                                        |                                     |
| 52.80 | 52.80                               | Rekolok                                                                             | 1’E                                 | G 56.15                             |                                                        |                                     |
| 52 | 52.91-99                            | DR-Umbaulok                                                                         | 1’E                                 | G 56.15                             | Kohlenstaubfeuerung                                    |                                     |
| 54.15–17 |                                     | Bayerische G 3/4 H                                                                  | 1’C                                 | G 34.16                             |                                                        |                                     |
| 55.0–6 |                                     | Preußische G 7.1                                                                    | D                                   | G 44.13                             |                                                        |                                     |
| 55.7–8 |                                     | Preußische G 7.2                                                                    | D                                   | G 44.13                             |                                                        |                                     |
| 55.16–22 |                                     | Preußische G 8                                                                      | D                                   | G 44.14                             |                                                        |                                     |
| 55.25–56 |                                     | Preußische G 8.1                                                                    | D                                   | G 44.17                             |                                                        |                                     |
| 55.72 |                                     | Preußische G 8.1                                                                    | D                                   | G 44.17                             |                                                        |                                     |
| 55.81 |                                     | Preußische G 8.1                                                                    | D                                   | G 44.17                             |                                                        |                                     |
| 56.1 |                                     | Preußische G 8.3                                                                    | 1’D                                 | G 45.17                             |                                                        |                                     |
| 56.2–8 |                                     | Preußische G 8.1 mit Laufachse Mecklenburgische G 8.1 mit Laufachse                 | 1’D                                 | G 45.17                             |                                                        |                                     |
| 56.20–29 | 56.20–29                            | Preußische G 8.2 Oldenburgische G 8.2                                               | 1’D                                 | G 45.17                             |                                                        |                                     |
| 57.10–35 | 57.13–32                            | Preußische G 10                                                                     | E                                   | G 55.15                             |                                                        |                                     |
| 58.2–5, 10–21 | 58.11–13 58.14 - 58.10–21           | Badische G 12 Sächsische XIII H (Bauart 1919) Württembergische G 12 Preußische G 12 | 1’E                                 | G 56.17                             |                                                        |                                     |
| 58.30 | 58.30                               | Rekolok Preußische G 12                                                             | 1’E                                 | G 56.17                             |                                                        |                                     |
| Personenzug-Tenderlokomotiven |                                     |                                                                                     |                                     |                                     |                                                        |                                     |
| 60 |                                     | ex Lübeck-Büchener Eisenbahn                                                        | 1’B1’                               | St 24.18, St 24.19                  |                                                        |                                     |
| 61 002 |                                     | Einheitslok                                                                         | 2’C3’ h3                            | St 38.18                            | Einzelstück, drei Zylinder, 61 002 umgebaut zur 18 201 |                                     |
| 62 | 62.10                               | Einheitslok                                                                         | 2’C2’                               | Pt 37.20                            |                                                        |                                     |
| 64 | 64.10–15                            | Einheitslok                                                                         | 1’C1’                               | Pt 35.15                            |                                                        |                                     |
| 65.10 | 65.10                               | Neubaulok                                                                           | 1’D2’                               | Pt 47.18                            |                                                        |                                     |
| 69.61 |                                     | Osthavelländische Kreisbahn (pr. T4.2)                                              |                                     |                                     | 69 6101 Einzelstück                                    |                                     |
| 70.1 |                                     | Badische I g                                                                        | 1B                                  | Pt 23.15                            | 70 125 Einzelstück                                     |                                     |
| 70.61–64 |                                     | verschiedene Privatbahnen                                                           | 1B                                  | Pt 23.11, Pt 23.13, Pt 23.14        |                                                        |                                     |
| 71.3 |                                     | Sächsische IV T                                                                     | 1’B1’                               | Pt 24.16                            |                                                        |                                     |
| 72.0–3 |                                     | Preußische T 5.2                                                                    | 2’B                                 | Pt 24.17                            | Einzelstück 72 001, ex ELE                             |                                     |
| 74.0–3 |                                     | Preußische T 11                                                                     | 1’C                                 | Pt 34.16                            |                                                        |                                     |
| 74.4–13 |                                     | Preußische T 12                                                                     | 1’C                                 | Pt 34.18                            |                                                        |                                     |
| 74.66–67 |                                     | verschiedene Privatbahnen                                                           | 1’C                                 | Pt 34.16, Pt 34.17                  |                                                        |                                     |
| 75.0-3 |                                     | Badische VI b                                                                       | 1’C1’                               | Pt 34.15                            |                                                        |                                     |
| 75.4, 10–11 |                                     | Badische VI c                                                                       | 1’C1’                               | Pt 34.16                            |                                                        |                                     |
| 75.5 | 75.15                               | Sächsische XIV HT                                                                   | 1’C1’                               | Pt 34.17                            |                                                        |                                     |
| 75.62–67 |                                     | verschiedene Privatbahnen                                                           | 1’C1’                               | Pt 35.12–Pt 35.17                   |                                                        |                                     |
| 77.1 |                                     | Pfälzische Pt 3/6, Bayerische Pt 3/6                                                | 1’C2’                               | Pt 36.16                            | Einzelstück                                            |                                     |
| 78.0–5 | 78.10–14                            | Preußische T 18, Württembergische T 18                                              | 2’C2’                               | Pt 37.17                            |                                                        |                                     |
| 79 |                                     | Umbau AL/SNCF 242 TA                                                                | 2’D2’                               | Pt 48.16                            | Einzelstück                                            |                                     |
| Güterzug-Tenderlokomotiven |                                     |                                                                                     |                                     |                                     |                                                        |                                     |
| 80 |                                     | Einheitslok                                                                         | C                                   | Gt 33.17                            |                                                        |                                     |
| 83.10 | 83.10                               | Neubaulok                                                                           | 1’D2’                               | Gt 47.18                            |                                                        |                                     |
| 84 |                                     | Einheitslok                                                                         | 1’E1’                               | Gt 57.18                            |                                                        |                                     |
| 86 | 86.10–18                            | Einheitslok                                                                         | 1’D1’                               | Gt 46.15                            | auch als ÜK (Übergangskriegslok) beschafft             |                                     |
| 89.0 |                                     | Einheitslok                                                                         | C                                   | Gt 33.16                            |                                                        |                                     |
| 89.2 |                                     | Sächsische V T                                                                      | C                                   | Gt 33.14                            | Bauart 1896–1901                                       |                                     |
| 89.2 |                                     | Sächsische V T                                                                      | C                                   | Gt 33.14                            | Bauart 1914/19                                         |                                     |
| 89.6 |                                     | Bayerische D IIII                                                                   | C                                   | Gt 33.15                            |                                                        |                                     |
| 89.7 |                                     | Bayerische R 3/3                                                                    | C                                   | Gt 33.15                            |                                                        |                                     |
| 89.8 |                                     | Bayerische R 3/3                                                                    | C                                   | Gt 33.16                            | Nachbau DR                                             |                                     |
| 89.9 |                                     | verschiedene Privatbahnen                                                           | C                                   | Gt 33.10, Gt 33.14, Gt 33.19        |                                                        |                                     |
| 89.25 |                                     |                                                                                     | C                                   |                                     | belgische Lok                                          |                                     |
| 89.49 |                                     | verschiedene Privatbahnen                                                           | C                                   | Gt 33.12                            |                                                        |                                     |
| 89.59–66 |                                     | verschiedene Privatbahnen                                                           | C                                   | Gt 33.9–Gt 33.16                    |                                                        |                                     |
| 89.70–75 |                                     | Preußische T 3                                                                      | C                                   | Gt 33.10, Gt 33.11, Gt 33.12        |                                                        |                                     |
| 89.83 |                                     | verschiedene Privatbahnen                                                           | C                                   |                                     | umgezeichnet aus 89 2551                               |                                     |
| 90.0–2 |                                     | Preußische T 9.1                                                                    | 1’C                                 | Gt 34.14                            |                                                        |                                     |
| 90.64 |                                     | verschiedene Privatbahnen                                                           | C1’                                 | Gt 34.14                            |                                                        |                                     |
| 91.3–18 |                                     | Preußische T 9.3                                                                    | 1’C                                 | Gt 34.15                            |                                                        |                                     |
| 91.19 |                                     | Mecklenburgische T 4                                                                | 1’C                                 | Gt 34.11, Gt 34.13                  |                                                        |                                     |
| 91.20 |                                     | Württembergische T 9                                                                | 1’C                                 | Gt 34.15                            |                                                        |                                     |
| 91.61–67 | 91.62                               | verschiedene Privatbahnen                                                           | 1’C                                 | Gt 34.11–Gt 34.17                   | u. a. ELNA 5                                           |                                     |
| 92.2–3 |                                     | Badische X b.1-7                                                                    | D                                   | Gt 44.15, Gt 44.16                  |                                                        |                                     |
| 92.4 |                                     | Preußische T 13.1                                                                   | D                                   | Gt 44.15, Gt 44.16                  |                                                        |                                     |
| 92.5–10 |                                     | Preußische T 13, Oldenburgische T 13                                                | D                                   | Gt 44.15, Gt 44.16                  |                                                        |                                     |
| 92.29 | 92.29                               | Görlitzer Kreisbahn                                                                 | D                                   | Gt 44.12                            | ELNA 6                                                 |                                     |
| 92.33 |                                     | Hafenbahn Stettin                                                                   | D                                   | Gt 44.15                            |                                                        |                                     |
| 92.60–68 |                                     | verschiedene Privatbahnen                                                           | D                                   | Gt 44.10–Gt 44.18                   | u. a. ELNA 6                                           |                                     |
| 93.0–4 | 93.80–84                            | Preußische T 14                                                                     | 1’D1’                               | Gt 46.16                            |                                                        |                                     |
| 93.5–12 | 93.10–29                            | Preußische T 14.1 Württembergische T 14                                             | 1’D1’                               | Gt 46.17                            |                                                        |                                     |
| 93.16 |                                     | ex MFWE                                                                             | 1’D1’                               | Gt 46.15                            |                                                        |                                     |
| 93.64–67 | 93.64, 93.66                        | verschiedene Privatbahnen                                                           | 1’D1’                               | Gt 46.14–Gt 46.17                   |                                                        |                                     |
| 94.2–4 |                                     | Preußische T 16                                                                     | E                                   | Gt 55.15                            |                                                        |                                     |
| 94.5–17 | 94.10–19                            | Preußische T 16.1                                                                   | E                                   | Gt 55.17                            |                                                        |                                     |
| 94.20–21 | 94.20–21                            | Sächsische XI HT                                                                    | E                                   | Gt 55.16                            |                                                        |                                     |
| 94.67 |                                     | HBE Nr. 16 und 17, SNCB 9854 (ex Preußische T 16.1)                                 | E                                   | Gt 55.17                            |                                                        |                                     |
| 95.0 | 95.00, 95.10                        | Preußische T 20                                                                     | 1’E1’                               | Gt 57.19                            |                                                        |                                     |
| 95.66 |                                     | HBE Tierklasse                                                                      | 1’E1’                               | Gt 57.16                            |                                                        |                                     |
| 96 |                                     | Bayerische Gt 2×4/4                                                                 | D’D                                 | Gt 88.15, Gt 88.16                  |                                                        |                                     |
| 98 |                                     |                                                                                     | verschiedene                        |                                     | Lokalbahn- und Nebenbahnloks                           |                                     |
| Schmalspurdampflokomotiven |                                     |                                                                                     |                                     |                                     |                                                        |                                     |
| 99 | 99.023–724                          |                                                                                     | verschiedene                        |                                     | Schmalspurloks                                         |                                     |
| Fremdlokomotiven, d. h. Lokomotiven anderer Bahnverwaltungen, die nach dem Krieg in Deutschland stehen geblieben waren, sind in dieser Liste nur ausnahmsweise aufgenommen (Einsatz mit deutscher Nummer nach ca. 1957). Weitere derartige Lokomotiven deutscher oder fremder Bauarten waren aber z. T. bis in die 1950er Jahre unter deutschen oder fremden Nummern auch eingesetzt. |                                     |                                                                                     |                                     |                                     |                                                        |                                     |

## DiesellokomotivenundKleinlokomotiven
| DR-Baureihe    | DR-Baureihe  | Baureihe nach DB-Schema | Achsfolge | Antriebsart    | Anmerkungen                                                                                        | Bild                                    |
| bis 1970       | ab 1970      | ab 1992                 | Achsfolge | Antriebsart    | Anmerkungen                                                                                        | Bild                                    |
| -------------- | ------------ | ----------------------- | --------- | -------------- | -------------------------------------------------------------------------------------------------- | --------------------------------------- |
| Kö             | 100.0        |                         | B         | mechanisch     | |                                         |
| Kö             | 100.1–7      | 310                     | B         | mechanisch     | |                                         |
| Köf            | 100.8–9      | 310                     | B         | hydraulisch    | |                                         |
| V 15           | 101.1–3      | 311                     | B         | hydraulisch    | |                                         |
|                | 101.5–7      | 311                     | B         | hydraulisch    | Umbau Motor                                                                                        |                                         |
| V 23           | 102.0        | 312                     | B         | hydraulisch    | |                                         |
|                | 102.1        | 312                     | B         | hydraulisch    | |                                         |
| V 36           | 103          |                         | C         | hydraulisch    | |                                         |
|                | 104          | 344                     | D         | hydraulisch    | Weiterführung aus Baureihe 106, gedrosselter Motor nur 104 736                                     |                                         |
|                | 105          | 345                     | D         | hydraulisch    | Weiterführung aus Baureihe 106                                                                     |                                         |
| V 60           | 106          | 346                     | D         | hydraulisch    | |                                         |
|                | (105/106)    | 347                     | D         | hydraulisch    | Breitspur Bf Mukran                                                                                |                                         |
| V 75           | 107          |                         | Bo’Bo’    | elektrisch     | |                                         |
|                | 108          | 298                     | B’B’      | hydrodynamisch | |                                         |
| V 100          | 110          | 201                     | B’B’      | hydraulisch    | |                                         |
|                | 110.9        | 710                     | B’B’      | hydraulisch    | mit Nebenantrieb für Grabenräumeinheit                                                             |                                         |
|                | 111          | 293                     | B’B’      | hydraulisch    | |                                         |
|                | 112          | 202                     | B’B’      | hydraulisch    | |                                         |
|                | 114          | 204                     | B’B’      | hydraulisch    | |                                         |
|                | 115          |                         | B’B’      | hydraulisch    | kurzzeitig, richtige Bezeichnung 114                                                               |                                         |
|                | 115          |                         |           |                | Geplante Baureihe, nie beschafft                                                                   |                                         |
| V 180          | 118.0–1, 5   | 228.0–1, 5              | B’B’      | hydraulisch    | teilweiser Umbau Motor 118.5 aus 118.0                                                             | V 180                                   |
| V 180          | 118.2–4, 6–8 | 228.2–4, 6-8            | C’C’      | hydraulisch    | teilweiser Umbau Motor 118.6–8 aus 118.2–4                                                         | DR-Baureihe 118 (Unterbaureihe 118.2-4) |
|                | 119          | 219                     | C’C’      | hydraulisch    | geänderte Front ab Lok 116                                                                         |                                         |
|                |              | 229                     | C’C’      | hydraulisch    | 1992 Umbau von 20 Lokomotiven, Ertüchtigung für 140 km/h                                           |                                         |
| V 200          | 120          | 220                     | Co’Co’    | elektrisch     | |                                         |
| V 240          |              |                         | C’C’      | hydraulisch    | Prototyp mit 2 × 1200 PS Motoren, 1970 in 118 202 umgezeichnet                                     |                                         |
| V 300          | 130          | 230                     | Co’Co’    | elektrisch     | |                                         |
|                | 130.1        | 754                     | Co’Co’    | elektrisch     | 2 Stück, Vorserien-132 mit elektrischer Heizung, bereits 1991 mit Bahndienstnummer versehen worden |                                         |
|                | 131          | 231                     | Co’Co’    | elektrisch     | |                                         |
|                | 132          | 232                     | Co’Co’    | elektrisch     | |                                         |
|                |              | 234                     | Co’Co’    | elektrisch     | 41 Stück von der DR umgebaut. Umbau von 23 Stück von der DB AG fortgeführt. Gesamtzahl 64          |                                         |
|                | 142          | 242                     | Co’Co’    | elektrisch     | |                                         |
| Köf 6001, 6003 | 199.0*       | 399.0                   | C         | hydraulisch    | 199 001 (100 901), 199 002 (100 902), 750 mm Spurweite                                             |                                         |
| Kö 6002        |              |                         | C         | mechanisch     | 750 mm Spurweite                                                                                   |                                         |
| Kö 6004        |              |                         | C         | mechanisch     | 750 mm Spurweite                                                                                   |                                         |
| Kö 6005        |              |                         | B         | mechanisch     | Typ Ns 3, 750 mm Spurweite                                                                         |                                         |
| Kö 6501, 6502  | 199.0*       |                         | B         | mechanisch     | Typ Ns 3, 100 903 (199 003I, 199 991), 100 904 (199 004I, 199 992), 1000 mm Spurweite              |                                         |
|                | 199.0*       |                         | C         | mechanisch     | 199 005 und 006 (100 905 & 100 906), 1000 mm Spurweite                                             |                                         |
|                | 199.0*       |                         | C         | mechanisch     | 199 007, 008, 750 mm Spurweite                                                                     |                                         |
| Kö             | 199.0*       | 399.1                   | B         | mechanisch     | 199 003II, 004II, 010–012, Kö II umgespurt, 1000 mm Spurweite                                      |                                         |
|                | 199.1*       |                         | C         | mechanisch     | 199 101, 102, 600 mm Spurweite                                                                     |                                         |
|                | 199.1*       |                         | C         | mechanisch     | 199 103, 600 mm Spurweite                                                                          |                                         |
| Kb 040.        |              |                         | B         | mechanisch     | Kb 0401–0409, 600 mm Spurweite                                                                     |                                         |
| V 30 C         | 199.3*       | 399.1                   | C         | hydraulisch    | (103 901) 1000 mm Spurweite                                                                        |                                         |
|                | 199.8        | 299.8                   | C’C’      | hydraulisch    | 1000 mm Spurweite                                                                                  |                                         |
| V 36K          |              |                         | B’B’      | hydraulisch    | 750 mm Spurweite                                                                                   |                                         |

 * Die Baureihenbezeichnung 199 wurde erst 1973 eingeführt.

## Dieseltriebwagen
| DR-Baureihe         | DR-Baureihe | Baureihe nach DB-Schema | Achsfolge        | Antriebsart     | Anmerkungen                                           | Bild |
| bis 1970            | ab 1970     | ab 1992                 | Achsfolge        | Antriebsart     | Anmerkungen                                           | Bild |
| ------------------- | ----------- | ----------------------- | ---------------- | --------------- | ----------------------------------------------------- | ---- |
| VT 2.09             | 171         | 771                     | 1A               | mechanisch      | Schienenbus                                           |      |
| VT 2.09.01          | 172.0       | 772.0                   | 1A               | mechanisch      | Schienenbus                                           |      |
| VT 2.09.02          | 172.1       | 772.1                   | 1A               | mechanisch      | Schienenbus                                           |      |
|                     |             | 772.3                   | 1A               | hydromechanisch | Umbau aus Steuerwagen                                 |      |
| VT 4.12             | 173         |                         | (1A)(A1)         | mechanisch      | Bauart Bautzen                                        |      |
|                     |             | 601                     | B’2+…+2’B        | hydraulisch     | ehem. VT 11.5 der DB für IC Verkehr nach Hamburg 1990 |      |
| VT 18.16            | 175         | 675                     | B’2’+…+2’B’      | hydraulisch     | Bauart Görlitz                                        |      |
| VT 12.14            | 181         |                         | (1 B)2’+…+2’(B1) | mechanisch      | Bauart Ganz                                           |      |
| VT 133.5            |             | 1A, B                   | div.             | mechanisch      | Privatbahntriebwagen                                  |      |
| SVT 137.2+8         | 182         |                         |                  | elektrisch      | DR-Bauart Köln                                        |      |
| SVT 137.1           | 183.0       |                         |                  | div.            | DR-Bauart Hamburg                                     |      |
| SVT 137.1…2         | 183.2       |                         |                  | div.            | DR-Bauart Leipzig                                     |      |
| VT 137.2            | 184         |                         |                  | div.            | DR-Bauart Ruhr                                        |      |
| VT 137.0…1          | 185         |                         | 2’Bo’            | div.            | DR-Eiltriebwagen                                      |      |
| VT 135              | 186         |                         | 1A, A1           | div.            | DR-Triebwagen                                         |      |
| VT 135.5            | 186         |                         | 1A, B            | div.            | Privatbahntriebwagen                                  |      |
| VT 137.5–6          | 185/187     |                         | div.             | mechanisch      | Privatbahntriebwagen, auch schmalspurig               |      |
| SVT 137.9           |             |                         |                  | elektrisch      | DR-Bauart Berlin                                      |      |
| ORT 135.7           | 188.0       | 708.0                   | A1               | mechanisch      | Oberleitungsrevisionstriebwagen (ORT)                 |      |
| VT 137.7            | 188.1       | 723.1                   | 2’Bo’            | elektrisch      | Funkmeßtriebwagen (FMT)                               |      |
| ORT 137.7           | 188.2       | 708.2                   | (1A)2’           | mechanisch      | Oberleitungsrevisionstriebwagen (ORT)                 |      |
|                     | 188.3       | 708.3                   | B’2’             | hydraulisch     | Oberleitungsrevisionstriebwagen (ORT)                 |      |
| VT 702              |             |                         | A1               | mechanisch      |                                                       |      |
| VT 715/716          |             |                         | A1+1A            | mechanisch      | 1957 Umbau in VB 140 604/605                          |      |
| VT 803 und VT 804   |             |                         | A1               | mechanisch      | Umbau in VB                                           |      |
| VT 856, 857 und 871 |             |                         | B’2’             | mechanisch      |                                                       |      |

## Elektrolokomotiven
Mit Ausnahme der Baureihe 251 sind alle Normalspur-Elektroloks für 15 kV / 16,7 Hz ~ einsetzbar.
| DR-Baureihe | DR-Baureihe | Baureihe nach DB-Schema | Achsfolge  | Anmerkungen | Bild |
| bis 1970    | ab 1970     | ab 1992                 | Achsfolge  | Anmerkungen | Bild |
| ----------- | ----------- | ----------------------- | ---------- | --- | ---- |
| E 04        | 204         |                         | 1’Co1’     | |      |
| E 05        |             |                         | 1’Co1’     | |      |
| E 11        | 211         | 109                     | Bo’Bo’     | |      |
|             | 212.0       | 112                     | Bo’Bo’     | |      |
|             |             | 112.1                   | Bo’Bo’     | |      |
| E 17        |             |                         | 1’Do1’     | |      |
| E 18        | 218         |                         | 1’Do1’     | |      |
| E 21        |             |                         | 2’Do1’     | |      |
|             | 230         | 180                     | Bo’Bo’     | Zweisystemlokomotive (15 kV, 16,7 Hz~ / 3 kV=) für internationalen Verkehr in die Tschechoslowakei, baugleich ČSD-Baureihe 372 |      |
| E 42        | 242         | 142                     | Bo’Bo’     | |      |
|             | 243         | 143                     | Bo’Bo’     | |      |
| E 44        | 244         |                         | Bo’Bo’     | |      |
|             | 250         | 155                     | Co’Co’     | |      |
| E 251       | 251         | 171                     | Co’Co’     | 25 kV, 50 Hz~ (Rübelandbahn)                                                                                                   |      |
|             | 252         | 156                     | Co’Co’     | |      |
| E 94        | 254         |                         | Co’Co’     | |      |
| E 77        | 204.7       |                         | (1’B)(B1’) | nur als Museumslokomotive umgezeichnet                                                                                         |      |
| E 95        | (255)       |                         | 1’Co+Co 1’ | nicht mehr umgezeichnet |      |
| E 191       | –           |                         | B’B’       | 600 V=; 1.000 mm (Schmalspurbahn Klingenthal–Sachsenberg-Georgenthal)                                                          |      |

## Elektrotriebzüge
| Baureihen    | Baureihen  | Baureihen   | Baureihen   | Baureihen    | Baureihen | Baureihen | Anmerkung                                                                                  | Bild |
| Triebwagen   | Triebwagen | Steuerwagen | Steuerwagen | Beiwagen     | Beiwagen  | DB-Schema | Anmerkung                                                                                  | Bild |
| bis 1969     | ab 1970    | bis 1969    | ab 1970     | bis 1969     | ab 1970   | ab 1992   | Anmerkung                                                                                  | Bild |
| ------------ | ---------- | ----------- | ----------- | ------------ | --------- | --------- | ------------------------------------------------------------------------------------------ | ---- |
| ET 25        | 285        | –           | –           | –            | –         | –         |                                                                                            |      |
| ET 25.2      | 285.2      | –           | –           | –            | –         | –         |                                                                                            |      |
| ET 125       | 276.0      | –           | –           | EB 125       | 276       | 477/877   | S-Bahn Berlin                                                                              |      |
| ET 165       | 275        | ES 165      | 275         | EB 165       | 275       | 475/875   | S-Bahn Berlin                                                                              |      |
| ET 166       | 276.0      | –           | –           | EB 166       | 276       | 477/877   | S-Bahn Berlin                                                                              |      |
| ET 167       | 277        | –           | –           | EB 167       | 277       | 477/877   | S-Bahn Berlin                                                                              |      |
| ET 168       | 278        | ES 168      | 278         | –            | –         | 478/878   | S-Bahn Berlin                                                                              |      |
| ET 169       | –          | –           | –           | EB 169       | –         | –         | S-Bahn Berlin                                                                              |      |
| ET 170.0     | 278.2      | –           | –           | –            | –         | –         | Versuchszug für S-Bahn Berlin                                                              |      |
| –            | 270        | –           | –           | –            | 270       | 485/885   | Neubau für S-Bahn Berlin                                                                   |      |
| –            | –          | –           | –           | –            | –         | 480       | Neubau für S-Bahn Berlin(West) von der BVG bestellt, teilweise von der DR indienstgestellt |      |
| ET 188 501f  | 279        | –           | –           | EB 188.5     | 279.0     | 479/879   | Buckower Kleinbahn                                                                         |      |
| ET 188 511f  | –          | –           | –           | EB 188.5     | –         | –         | Personentriebwagen Schleizer Kleinbahn                                                     |      |
| ET 188 521f  | –          | –           | –           | –            | –         | –         | Gepäcktriebwagen Schleizer Kleinbahn                                                       |      |
| ET 188 531   | 279.2      | –           | –           | –            | –         | –         | Oberweißbacher Bergbahn                                                                    |      |
| ET 188 701   | 279.2      | –           | –           | –            | –         | 479.2     | Oberweißbacher Bergbahn                                                                    |      |
| –            | 280        | –           | –           | –            | –         | –         | 2 Prototypen für Stadtschnellbahnen in Bezirksstädten                                      |      |
| ET 197 21/22 | –          | –           | –           | EB 197       | –         | –         | Klingenthaler Schmalspurbahn                                                               |      |
| ET 198 01/02 | –          | –           | –           | EB 198 01/02 | –         | –         | Klingenthaler Schmalspurbahn                                                               |      |
| ET 198 03/04 | –          | –           | –           | EB 198 03/04 | –         | –         | Klingenthaler Schmalspurbahn                                                               |      |
| ET 198 05/06 | –          | –           | –           | EB 198 05/06 | –         | –         | Klingenthaler Schmalspurbahn                                                               |      |

## Dampftriebwagen
| DT 59 |  | 1958 Umbau zum VS 145 379 |

## Akkufahrzeuge
| Bauart Wittfeld     |  | Nach Batterieverbrauch bis ca. 1952 Ausgemustert |
| AT 585–592, 613/614 |  | Einsatz um Gotha                                 |
| A 20 090            |  | ex DR V 16 004                                   |